# Валайченай-Таміл (Грама Ніладхарі)
Грама Ніладхарі Валайченай Таміл (№ 205) — Грама Ніладхарі підрозділу ОС Коралай-Патту, округ Баттікалоа, Східна провінція, Шрі-Ланка.

## Демографія
| Населення (2007) | Населення (2007) | Населення (2007) | Населення (2007) | Населення (2007) |
| Населення        | Чоловіки         | Жінки            | Діти             | Дорослі          |
| ---------------- | ---------------- | ---------------- | ---------------- | ---------------- |
| 1395             | 630              | 765              | 449              | 946              |